# Cosmarium subadoxum
Cosmarium subadoxum là một loài Song tinh tảo trong họ Desmidiaceae, thuộc chi Cosmarium.